# Kupel, Rokîtne
Kupel (în ucraineană Купель) este un sat în comuna Bilovij din raionul Rokîtne, regiunea Rivne, Ucraina.

## Demografie
Componența lingvistică a localității Kupel
     Ucraineană (99,5%)
     Alte limbi (0,5%)
Conform recensământului din 2001, majoritatea populației localității Kupel era vorbitoare de ucraineană (99,5%), existând în minoritate și vorbitori de alte limbi.